# Charis (genre)
Genre
Charis est un genre d'insectes lépidoptères de la famille des Riodinidae.

## Dénomination
Le nom Charis leur a été donné par Jacob Hübner en 1819.
Synonyme : Charmona Stichel, 1910;

## Liste des espèces
- Charis anius (Cramer, 1776) ; présent au Costa Rica et au Brésil
- Charis cadytis (Hewitson, 1866) ; présent au Paraguay et au Brésil

### Source
- Charis sur funet